# Narvi (île)
Pour les articles homonymes, voir Narvi.
Narvi (russe : Нерва, en finnois : Narvi) est une île située dans le golfe de Finlande. 
L'île fait partie du raïon de Vyborg de l'oblast de Léningrad en Russie.

## Présentation
L'île mesure environ 500 mètres de long et 200 mètres de large, et son point culminant est à 10 mètres d'altitude. 
C'est une petite île rocheuse, qui a servi de base pour la chasse aux phoques et la pêche.

## Histoire
Narvi abrite des bâtiments résidentiels entourés de murs depuis le XVIIIe siècle, ainsi qu'un phare blanchi à la chaux de 14 mètres de haut construit en pierre.
Conformément au traité de Tartu de 1920, la Finlande doit démilitariser l'île. 
Après le début de la guerre d'hiver en 1939, l'île est vidée et le phare est détruit.
Les îles Narva et Someri et quelques ilots, de la municipalité de Vehkalahti, son cédés par la Finlande à l'Union soviétique selon le traité de Moscou qui met fin à la guerre d'Hiver en 1940.
Après la guerre de Continuation, un nouveau phare de 37 mètres de haut est construit en 1945.